# Piz Sesvenna
Le Piz Sesvenna est un sommet de la chaîne de Sesvenna (Alpes rhétiques) en Suisse. Il culmine à 3 204 mètres d'altitude.